# Schronisko PTTK na Hali Ornak
Schronisko górskie PTTK na Hali Ornak – schronisko turystyczne znajdujące się na Małej Polance Ornaczańskiej w górnej części Doliny Kościeliskiej (wg kryteriów ściśle geograficznych już na obszarze Doliny Pyszniańskiej) w Tatrach Zachodnich na wysokości 1100 m n.p.m., na terenie należącym dawniej do Hali Ornak.
Schronisko stanowi odrębną miejscowość Ornak w gminie Kościelisko (SIMC 0468654).

## Opis schroniska
Schronisko zostało wybudowane w latach 1947–48 w stylu zakopiańskim i stanowi własność PTTK. Wybudowano je w zastępstwie dawnego schroniska na Hali Pysznej, które w czasie II wojny światowej zostało spalone przez Niemców.
W 1973 r. schronisku nadano imię prof. Walerego Goetla. Przy tej okazji na budynku umieszczono tablicę pamiątkową, poświęconą patronowi, którą zaprojektował znany krakowski rzeźbiarz Bronisław Chromy. Odsłoniła ją córka profesora, Wanda Chrząstowska, a okolicznościowe przemówienie wygłosił Władysław Krygowski.
Schronisko jest otoczone kompleksem leśnym, który jest obszarem ochrony ścisłej. Schronisko posiada 49 miejsc noclegowych w pokojach od 2- do 8-osobowych. Z okien schroniska rozpościerają się widoki na Kominiarski Wierch, Bystrą, Błyszcz. W schronisku znajduje się sala jadalna, bufet oraz kuchnia. Turystom wydawany jest tradycyjnie bezpłatnie wrzątek.
Do schroniska dojść można pieszo (1:30 h z Kir) lub dojechać góralską dorożką (w zimie saniami) do Polany Pisanej, skąd jest pieszo 30 min.

## Adres
Schronisko górskie PTTK na Hali Ornak
Dolina Kościeliska
34-505 Zakopane 7
skr. poczt. 11

## Szlaki turystyczne
– zielony z Kir dnem Doliny Kościeliskiej do schroniska, a stąd dalej Doliną Tomanową do Rozdroża w Tomanowej, na Chudą Przełączkę i Ciemniak w Czerwonych Wierchach.
- Czas przejścia z Kir do schroniska: 1:40 h, ↓ 1:35 h
- Czas przejścia ze schroniska do Rozdroża w Tomanowej: 1:30 h, ↓ 1:10 h

 – żółty przez Wielką Polanę Ornaczańską i Dolinkę Iwanowską na Iwaniacką Przełęcz. Czas przejścia: 1:15 h, ↓ 50 min
 – czarny do Smreczyńskiego Stawu. Czas przejścia: 30 min, ↓ 20 min

## Galeria schroniska

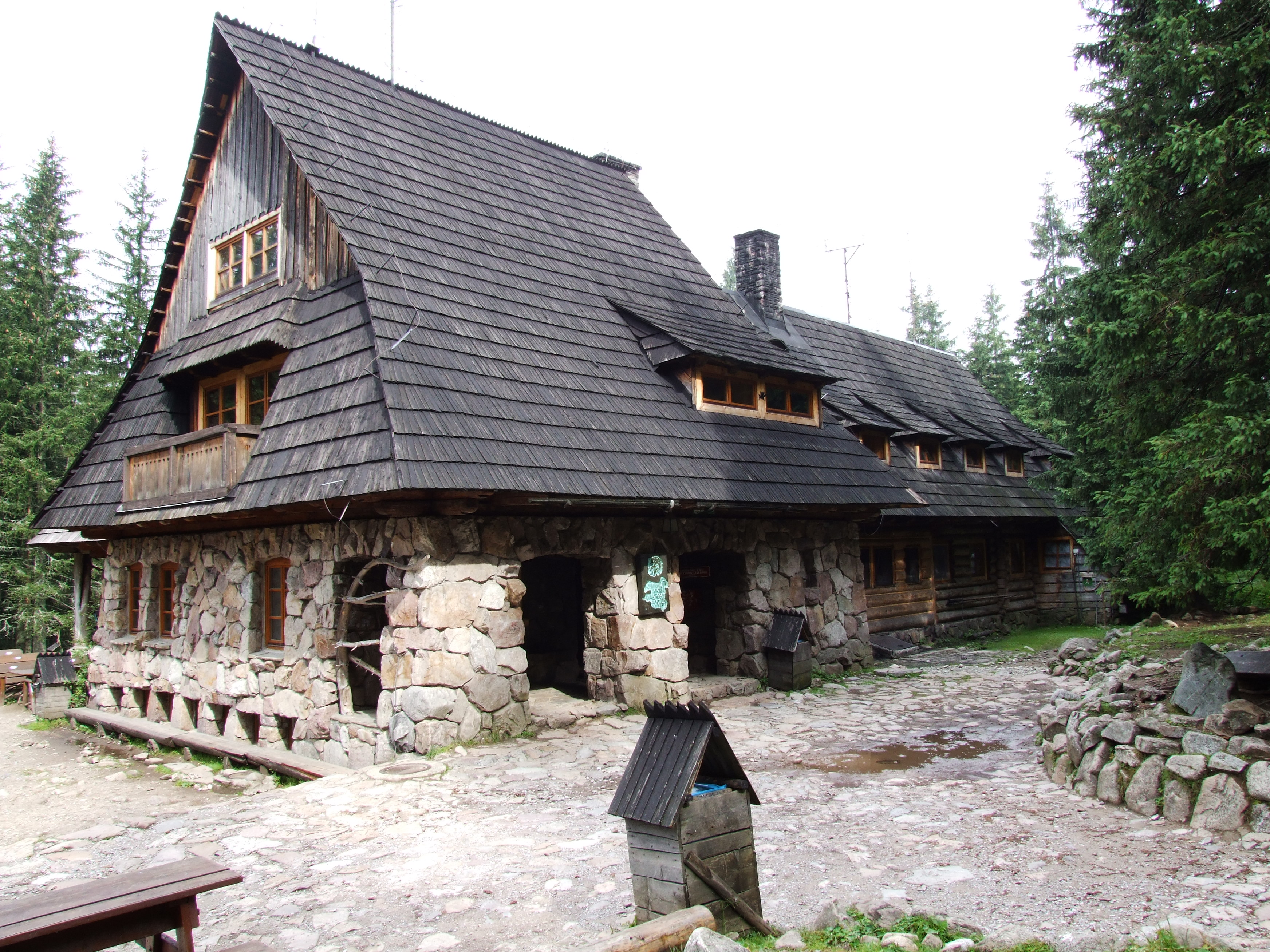
Widok od strony głównego wejścia (ze szlaku w Dolinie Kościeliskiej
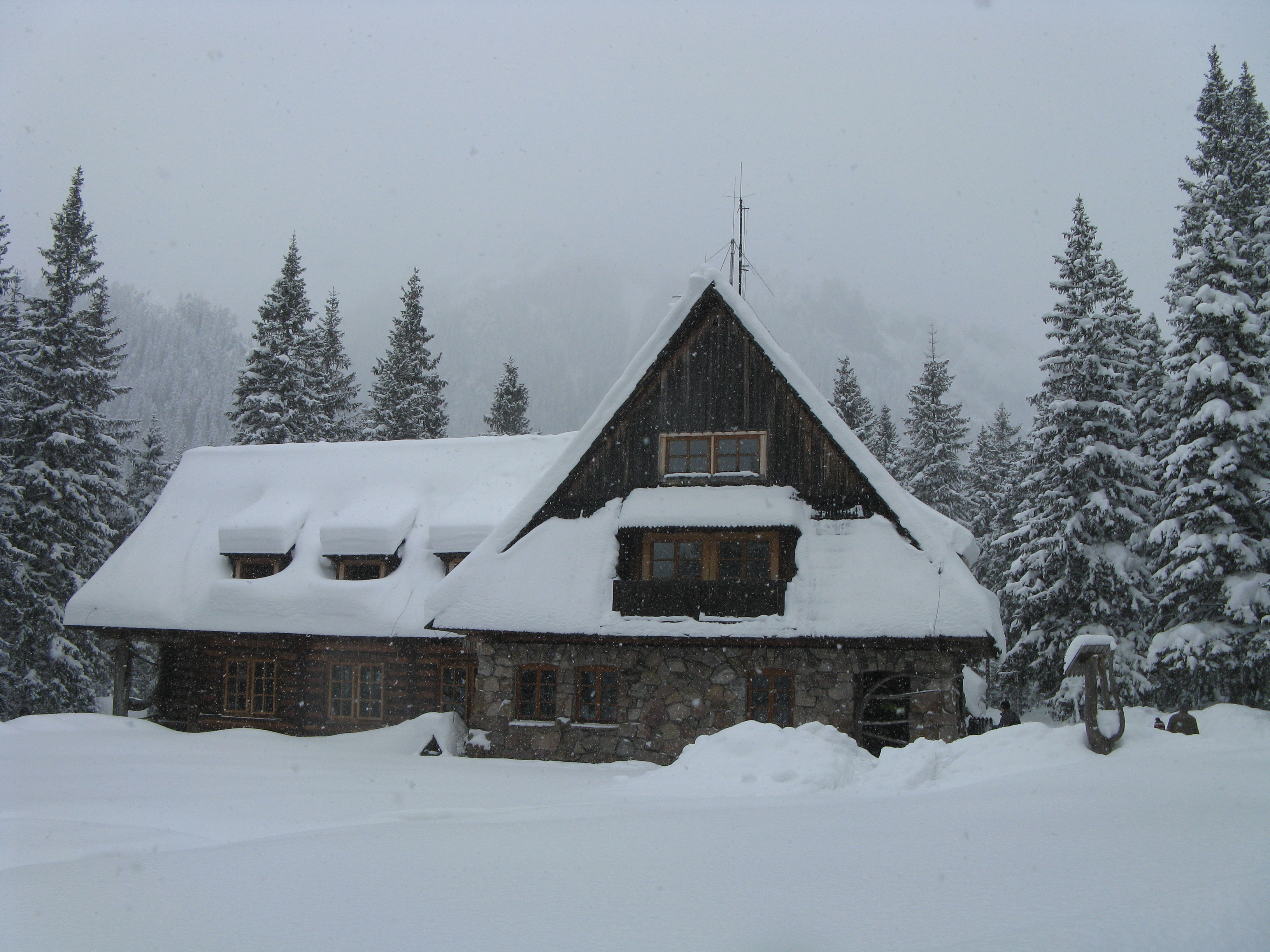
Schronisko w zimie
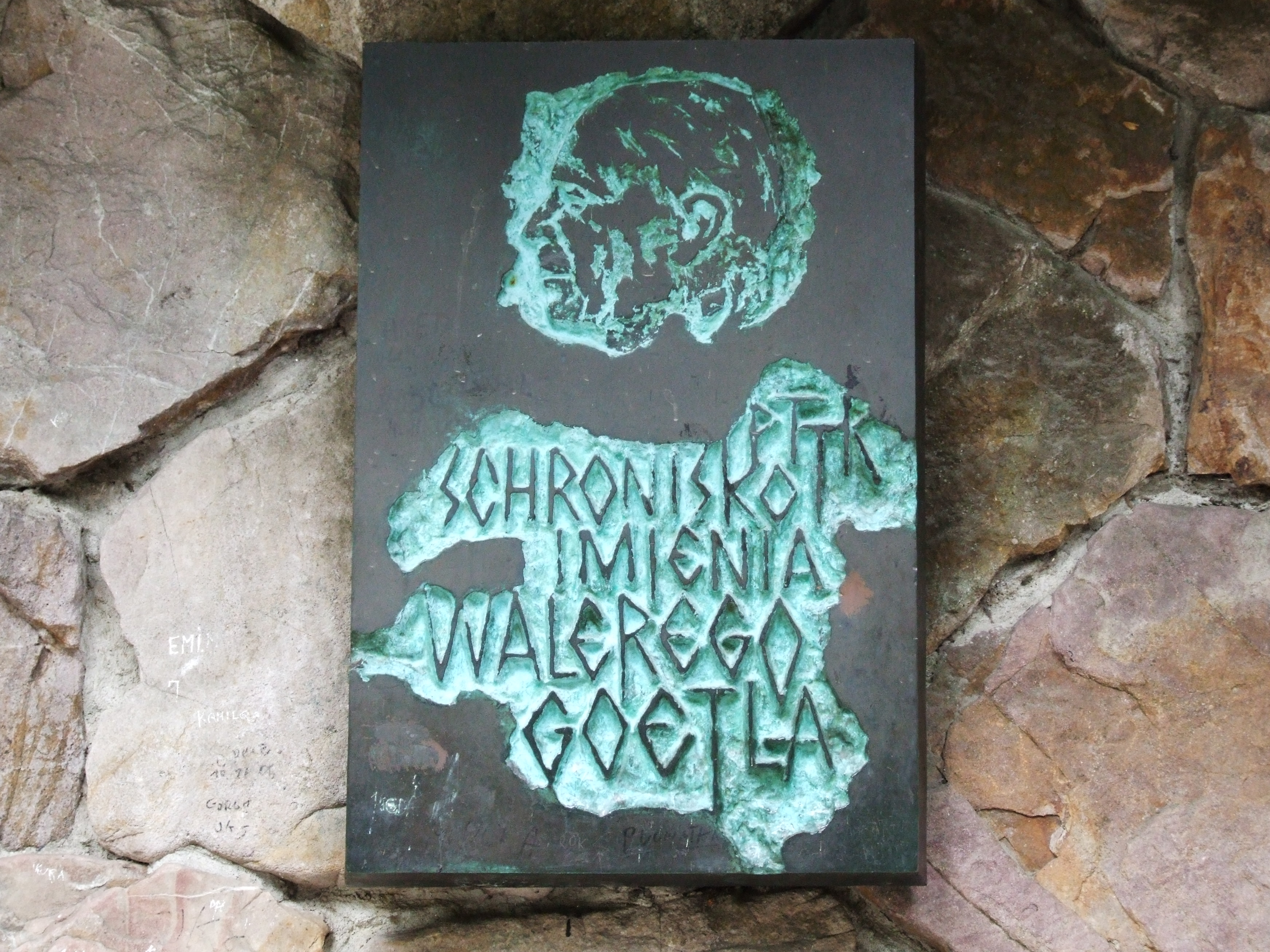
Tablica przy wejściu z nazwiskiem patrona